# Road movie-k listája
Az alábbi nem teljes lista a főszereplők hosszú utazásán, folyamatos helyváltoztatásán alapuló, teljesen, vagy részben a road movie műfajba tartozó filmeket sorolja fel.

## Korai amerikai filmek
- Óz, a csodák csodája[1] – mesés utazás Kentuckyból Smaragdvárosba

## Road movie jellegű westernfilmek
- Az üldözők – westernfilm, hosszú menekülés a vadnyugaton keresztül
- Mackenna aranya – westernfilm, epikus történet, hosszú út az apacsok földjén keresztül

## Közismert amerikai filmek
- Szelíd motorosok[2][3][4][5] – két fiatal nekivág, hogy megkeressék az amerikai álmot, de sehol sem találják
- Che Guevara: A motoros naplója[6][7] – Che Guevara motoron bejárja Közép-Amerikát, a látottaktól forradalmár válik belőle
- Zabriskie Point – a film második fele jellegzetes road movie
- Bonnie és Clyde[5][8] – a gengszterpáros hosszú utazása, nyomukban az üldözővel
- Bronco Billy – egy utazó vadnyugati show kalandjai
- Kerülőutak - esküvője előtt egy középkorú férfi legjobb barátjával nekivág a kaliforniai borvidéknek hogy kihasználja utolsó "független" hetét és hogy bulizzon
- Sugarlandi hajtóvadászat – egy fiatal pár autós ámokfutása államokon keresztül
- Éjféli cowboy – filmdráma egy naiv vidéki fiatalember nagyvárosi próbálkozásairól
- American Graffiti – őrült egész éjszakás autókázás egy amerikai városban, a rock and roll korszakban
- Papírhold[9][10] – Peter Bogdanovich klasszikus road movie-ja, egy vándor szélhámos bibliaárus és egy kislány megható kapcsolatáról
- Párbaj[5] – egy békés autós és egy őrült kamionos csatája
- A vesszőfutás[11] – a megfásult nyomozónak egy női tanút kell tárgyalásra vinnie. Az egyórás repülőút helyett többnapos vesszőfutás vár rájuk.
- Apokalipszis most[12] – rémálom jellegű utazás egy trópusi folyón
- Esőember[4][13] – két testvér utazása, egyikük autista
- Blues Brothers – a The Blues Brothers zenekar alapítói egy árvaház számára akarnak egy kis pénzt szerezni, ehhez össze kell szedniük a régi zenekari tagokat. A testvérek a szó szoros értelmében feldúlják Amerikát.

## Ausztrál filmek
- Wolf Creek – A haláltúra – horror, három fiatal rosszul sikerült utazása az ausztrál sivatagban
- Bele a semmibe – thriller, három fiatal nekivág az ausztrál sivatagnak
- Országúti bosszú[14][15] (The Rover) – pokoljárás a disztopikus közeljövőben
- Mad Max
- Mad Max 2.
- Mad Max 3.
- Mad Max – A harag útja
- Mad Max Renegade – road movie kisjátékfilm
- Roadrunner – kisjátékfilm, fuss az életedért
- Wyrmwood: Road of the Dead – road movie horror, menekülés terepjáróval a zombik elől
- Priscilla, a sivatag királynőjének kalandjai – klasszikus ausztrál road movie, három transzvesztita előadóművész útja egy rozzant autóbuszon az ausztrál sivatagban
- Road Train -  Horror, a sivatagban autókázó fiatalokra egy vérrel működő kamion kezd vadászni

## Road movie jellegű vígjátékok
- Éjszakai rohanás – egy háromórásra tervezett, de végül egy hétig tartó utazás New York és Los Angeles között
- Az ügyefogyott – a naiv és becsületes főszereplő fél Európán átvág a tudta nélkül lopott kincsekkel teli autóval
- Riói kaland – egyhetes párizsi szabadságból fél Brazília szándék nélküli bejárása lesz
- Vakáció – az amerikai kispolgári család nekivág bejárni Amerikát
- Európai vakáció – az amerikai család nekivág Európának Londontól Rómáig
- Már ez is probléma? – karácsonyi utazás Franciaországon keresztül
- Ágyúgolyó futam – őrült autóverseny Amerikán keresztül
- Dumb és Dumber – Dilibogyók – két ügyefogyott fiatalember utazása Amerikán keresztül
- Rózsaszín Cadillac – megfásult nyomozó a tolvajnak hitt nő nyomában, majd vele, fél Amerikán keresztül
- Ászok ásza – vonattal, kocsival, sportrepülővel, futva, gyalog a náci Németországon keresztül
- Hatalmas aranyos – egy megörökölt elefánttal Amerikán keresztül
- Itt a gyémánt, hol a gyémánt? – a spanyolországi családi körutazást ellopott gyémántok és gengszterek nehezítik
- Én és én meg az Irén - egy szkizofrén motorosrendőr és szőke őrizetese menekülése a bűnbanda elől

## Magyar road movie jellegű filmek, sorozatok
- A kenguru[16][17][18] – egy fiatal teherautó-sofőr hétköznapjai
- Utazás Jakabbal[19] – egy állandóan úton lévő fiatalember kalandjai
- Mr. Universe[20][21]
- Nyugattól keletre, avagy a média diszkrét bája – néhány szakadt alak egy GAZ–66 típusú teherautón szállítanak egy hatalmas Orion televíziót a távoli vidéki faluban lakó új tulajdonosának.
- Retúr – néhány öregúr utazik fel-alá egy éjszakai személyvonaton.
- Kossuthkifli – az 1848–49-es szabadságharc idején játszódó vadromantikus road movie
- Robog az úthenger – tévésorozat, vígjáték, egy gőzgépes úthengerrel az országon keresztül